# Monoceronychus enoplus
Monoceronychus enoplus är en spindeldjursart som beskrevs av Pritchard och Baker 1955. Monoceronychus enoplus ingår i släktet Monoceronychus och familjen Tetranychidae. Inga underarter finns listade i Catalogue of Life.